# Lathyrus latifolius
La albejana (Lathyrus latifolius) es una planta de la familia de las fabáceas.

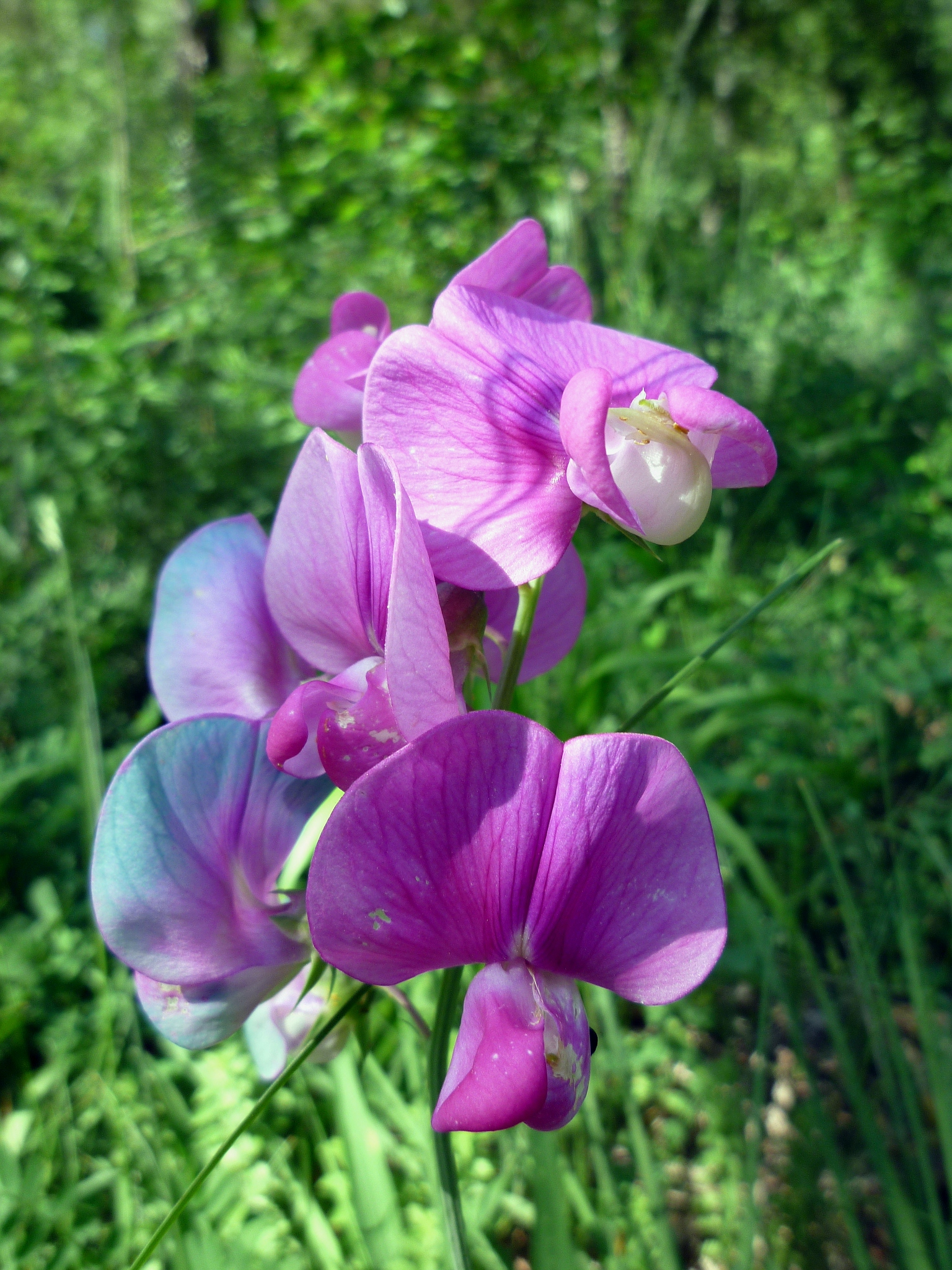
Flores

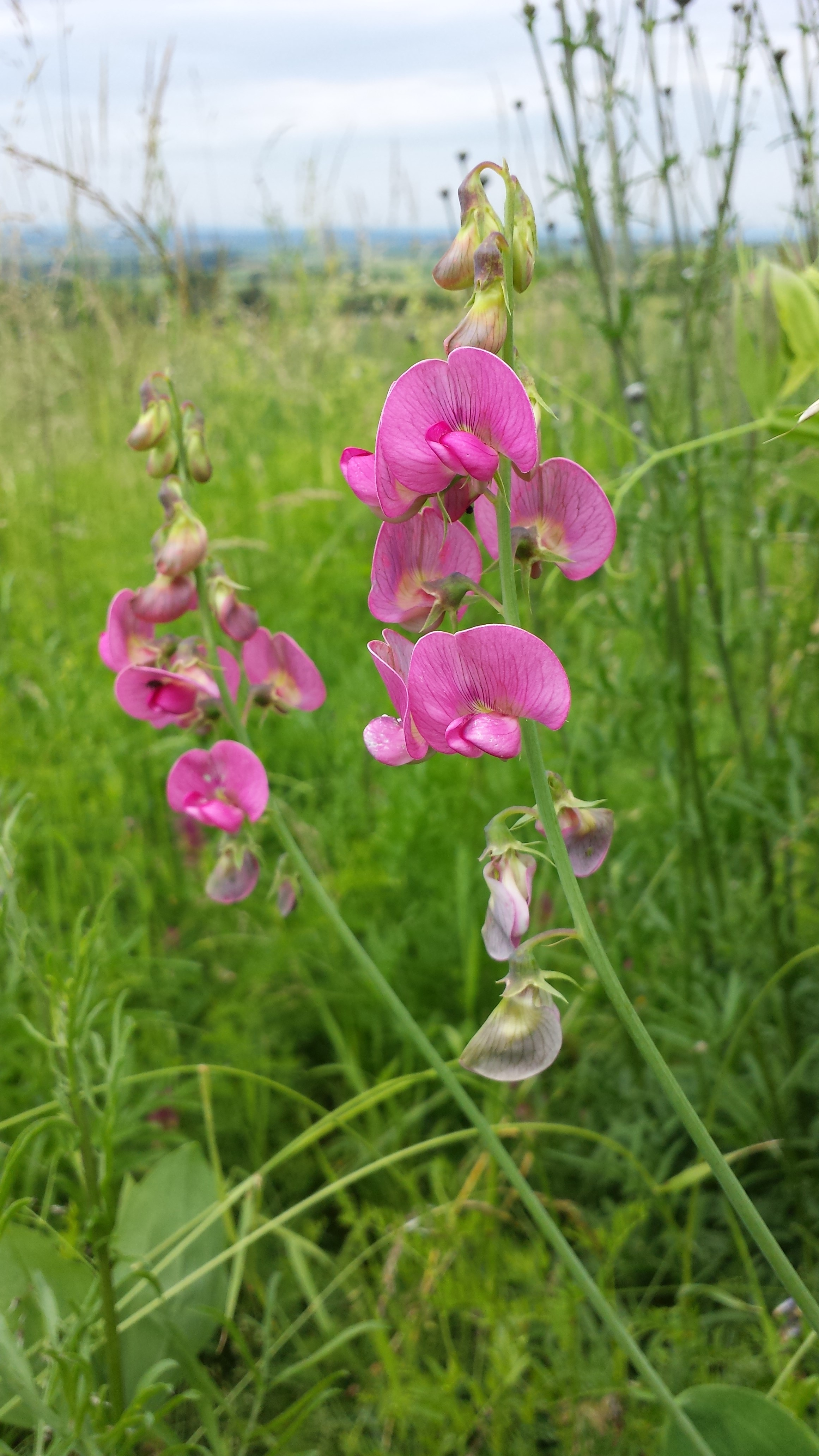
Vista de la planta

## Descripción
Planta trepadora mediante zarcillos, que crece a partir de un tallo leñoso subterráneo vertical, de unos 75 cm, generalmente, hasta 150 o más. Los tallos, ramificados, con dos alas longitudinales de 1-3 mm de ancho, tienen hojas con pie, divididas en dos segmentos de hasta 80 mm de largo, de forma anchamente lanceoladas, con nervios visibles, paralelos al borde, de color verde azulado no pelosos, seguidos de un zarcillo, simple o dividido. En el tallo, en la base del pie de las hojas, se sitúan unas estípulas ovadas, con un rabillo hacia atrás, parecidas pero menores que los segmentos de las hojas. Las flores en primavera y verano. de hasta 25 mm, crecen en un pequeño racimo de largo pie, (10-20 cm). Son primero de un rosa muy claro que luego oscurece. El fruto es un legumbre alargada, sin pelos, de entre 5-12 mm, con 10-18 semillas redondeadas, aplanadas y pardas.

## Distribución y hábitat
Originaria del sur y centro de Europa. Ampliamente naturalizada. Crece en setos, terraplenes ferroviarios, herbazales húmedos, sotos y borde de bosques. Se cultiva en jardinería como planta ornamental.

## Taxonomía
Lathyrus latifolius fue descrito por Carlos Linneo y publicado en Species Plantarum 2: 733. 1753.
Citología
Número de cromosomas de Lathyrus latifolius (Fam. Leguminosae) y táxones infraespecíficos: 2n=14
Etimología
Lathyrus: nombre genérico derivado del griego que se refiere a un antiguo nombre del "gisante".
latifolius: epíteto latíno que significa "con hojas anchas"
Sinonimia
- Lathyrus latifolius var. latifolius
- Lathyrus megalanthus Steud.
- Lathyrus membranaceus C.Presl
- Lathyrus sylvestris subsp. latifolius Bonnier & Layens[8]

## Nombre común
- Castellano: albejana basta (2), alvejana bravía, arbejana borde, arveja silvestre, arvejana loca, arvejanas, arverjón, caravalle, crisantelmo, gallinicas (2), gallitos, guija de hoja ancha (3), zapatitos del Niño Jesús .(El número entre paréntesis indica las especies que tienen el mismo nombre en España)[9]